# کیم شین-ووک
کیم شین-ووک (انگلیسی: Kim Shin-Wook؛ زاده ۱۴ آوریل ۱۹۸۸) یک بازیکن فوتبال اهل کره جنوبی است.
وی همچنین در تیم‌های ملی فوتبال کره جنوبی کره جنوبی کره جنوبی بازی کرده‌است.